# Vollständige Konkurrenz

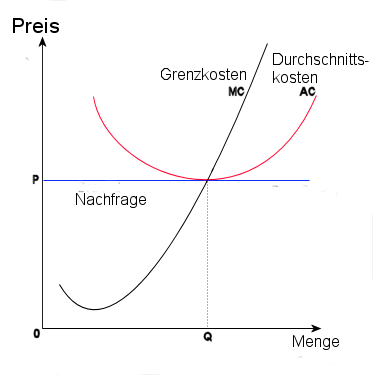
Unter vollständiger Konkurrenz produzieren viele kleine Anbieter die nachgefragte Menge, wobei die Grenzkosten den Durchschnittskosten entsprechen.

Unter vollständiger Konkurrenz (engl. perfect competition) versteht man ein theoretisches Modell bzw. eine Marktform der Volkswirtschaftslehre, insbesondere der Mikroökonomik. Der Begriff ist in der Literatur teilweise auch unter perfekter Konkurrenz, vollkommener Konkurrenz, Polypol auf dem vollkommenen Markt oder homogenes Polypol zu finden. 

## Das Modell

### Charakteristika
Das Modell basiert im Wesentlichen auf folgenden Annahmen:
- Es gibt im Verhältnis zur Marktgröße viele kleine Anbieter, die vielen Nachfragern gegenüberstehen (atomistische Marktstruktur[3], Polypol)
- Es werden homogene Güter angeboten.

Erweiternd werden oft noch weitere Annahmen bzw. Charakteristika genannt:
- Auf dem Markt gibt es keine Markteintrittsbarrieren.
- Alle Akteure verfügen über vollständige Informationen.[4]
- Alle Marktteilnehmer reagieren unendlich schnell auf Veränderungen.[5]

### Geschichte
Das Modell der vollständigen Konkurrenz hat seinen Ursprung in der Preistheorie der Klassik. Es entwickelte sich jedoch erst in der Neoklassik, maßgeblich unter Léon Walras und Alfred Marshall. Besonderen Stellenwert nahm es mit Walter Eucken im Ordoliberalismus ein und prägte Mitte des 20. Jahrhunderts die Wettbewerbspolitik.

## Preisbildung und Marktgleichgewicht
Um den Gleichgewichtspreis für einen Markt mit vollständiger Konkurrenz ermitteln zu können, müssen alle Marktteilnehmer über vollständige Informationen verfügen. Da dies in der Realität selten der Fall ist, kann man sich diesen Prozess mit Hilfe eines Auktionators (oder einer Börse) vorstellen, der die Preissignale der einzelnen Marktteilnehmer sammelt und zu einem Gleichgewichtspreis zusammenfasst.
Die Homogenitätsbedingung besagt, dass die Güter, welche auf dem Markt gehandelt werden, identisch sind. Es gibt demnach keinerlei Präferenzen, die Güter eines Marktteilnehmers denen der anderen vorzuziehen und keine Möglichkeit das angebotene Produkt z. B. durch Qualitätsunterschiede besonders hervor zu heben, um so andere Preise zu setzen.
Durch die atomistische Marktstruktur ist es für keinen Marktteilnehmer möglich, den Marktpreis durch das eigene Handeln zu beeinflussen, da sie im Vergleich zu der Größe des Marktes unbedeutend klein sind.
Aufgrund dieser Annahmen werden die Akteure auf dem Markt vollständiger Konkurrenz als Preisnehmer bezeichnet. Sie müssen den vom Markt bestimmten Preis hinnehmen und können lediglich als Mengenanpasser auf die Menge ihres angebotenen Guts Einfluss nehmen.

Die Preisabsatzfunktion der Anbieter auf dem Markt ist somit vollkommen elastisch. Welche Menge ein einzelnes Unternehmen anbietet ist von seinen individuellen Grenzkosten (Preis pro zusätzliche Mengeneinheit) abhängig. Also bietet es die gewinnmaximale Menge an, bei welcher der Preis den Grenzkosten entspricht. Langfristig können Unternehmen auf einem Markt mit vollständiger Konkurrenz keinen Gewinn erzielen (Nullgewinn). Aufgrund der fehlenden Markteintrittsbarrieren treten neue Unternehmen in den Markt ein, sobald es einen Gewinn zu erwirtschaften gibt.
Das Marktgleichgewicht ist erreicht, wenn sich Angebots- und Nachfragekurve in einem Preis-Mengen-Diagramm schneiden. Da die Konsumenten- und Produzentenrente im Modell der vollständigen Konkurrenz maximal ist, stellt es einen idealen Markt dar und dient deshalb auch als Referenz für die statische Effizienz eines Marktes.

## Abgrenzung

### Monopol
Ein monopolistischer Markt ist das extreme Gegenteil eines Marktes mit vollständiger Konkurrenz. Dieser Markt ist charakterisiert durch einen Anbieter (dem Monopolisten), einzigartigen Gütern und hohen Markteintrittsbarrieren.

### Unvollständige Konkurrenz
Diese Marktformen sind zwischen einem monopolistischen und einem Markt mit vollständiger Konkurrenz anzusiedeln.
- In einem Oligopol können sowohl homogene als auch heterogene Güter von einer kleinen Zahl von Anbietern, welche über eine beschränkte Marktmacht verfügen, angeboten werden. Auf diesem Markt gibt es Markteintrittsbarrieren, allerdings nicht in einer so hohen Ausprägung wie auf einem monopolistischen Markt.
- Auf einem Markt monopolistischer Konkurrenz werden heterogene Güter (unvollkommene Substitute) von vielen Anbietern mit Marktmacht angeboten. Wie bei vollständiger Konkurrenz gibt es keine Markteintrittsbarrieren.[14]

## Kritik
Ein Markt mit vollständiger Konkurrenz ist aufgrund der restriktiven Modellannahmen in der Realität selten zu finden. Insofern ist es fraglich, wie praxistauglich das Modell ist, da eine Abweichung von den Annahmen allokatives Marktversagen implizieren würde. Der größte Kritikpunkt ist somit die statische Sichtweise des Modells, also die starke Ausrichtung auf das Marktgleichgewicht und die Vernachlässigung von dynamischen Prozessen im Wettbewerb. Im Folgenden sind einige Kritikpunkte aufgeführt:
- Aufgrund der vollständigen Informationen und Reaktionsgeschwindigkeit gibt es keine Pioniergewinne und somit auch keine Anreize für Innovationen.
- In der Realität gibt es viele Markteintrittsbarrieren z. B. in Form von Technologievorsprüngen.
- Transaktionskosten werden nicht berücksichtigt.[16]
- Größenvorteile sind aufgrund der großen Anzahl an Marktteilnehmern nicht möglich.
- Konsumenten bevorzugen eine gewisse Produktvielfalt und keine homogenen Produkte.[15]

## Steuern und ihre Wirkung bei vollständiger Konkurrenz

Gleichgewicht ohne Steuern. Zum Gleichgewichtspreis wird die Gleichgewichtsmenge abgesetzt.

Gleichgewicht mit Steuern: Durch den Aufschlag der Steuer auf den Preis steigt der Preis für den Konsumenten auf. Damit geht die nachgefragte Menge auf zurück, die Konsumentenrente sinkt. Gleichzeitig sinkt der dem Produzenten übrigbleibende Erlös auf, womit die Produzentenrente ebenfalls zurückgeht. Die damit entstehende Zusatzlast entspricht dabei dead weight loss.

In vereinfachter Analyse werden Steuern als Stücksteuer konzipiert, also eine Steuer in Höhe eines bestimmten Geldbetrages pro verkaufter Einheit. Im Gegensatz dazu steht die Wertsteuer, eine proportionale Steuer, ein Beispiel dafür wäre die Umsatzsteuer, die Analyse fällt jedoch ungefähr gleich. Die Stücksteuer kann nun dem Produzenten oder dem Konsumenten aufgebürgt werden. Wer die Last der Steuer schlussendlich trägt ist abhängig von den jeweiligen Angebots- und Nachfragekurven und insbesondere von den relativen Elastizitäten des Angebots und der Nachfrage. In der vollständigen Konkurrenz wird von denselben Elastizitäten ausgegangen. In diesem Fall entfällt die Steuer zum Teil auf den Konsumenten und zum Teil auf den Produzenten. 
Nun wird eine Steuer {\displaystyle t}, beispielsweise {\displaystyle t=1} Euro, auf ein bestimmtes Gut erhoben. Der vom Käufer bezahlte Gleichgewichtspreis steigt um {\displaystyle 1}, die Angebotskurve verschiebt sich um {\displaystyle 1}, der neue Schnittpunkt mit der Nachfragekurve steigt ebenfalls. Der neue Schnittpunkt wird durch einen höheren Preis und einer geringeren Menge charakterisiert. Durch den höheren Preis sinkt die Nachfrage, dadurch verlieren Konsumenten Konsumentenrente ({\displaystyle KR}). Durch die geringere Nachfrage müssen Produzenten billiger produzieren, dadurch entsteht eine geringere Produzentenrente, {\displaystyle PR}. Konsumenten als auch Produzenten verlieren gleich viel an Rente und tragen demnach dieselbe Last der Steuer bei. Im Gegenzug dazu entstehen Steuereinnahmen für den Staat {\displaystyle S}, diese können aber die kumulierten Verluste der jeweiligen Renten nicht kompensieren. Dadurch entsteht ein sogenannter Nettowohlfahrtsverlust.